# Góra Ziuty
Góra Ziuty (niem. Buchberg, 631 m n.p.m.) – najwyższe wzniesienie pasma Krzeszowskich Wzgórz, w obrębie Kotliny Kamiennogórskiej, w Sudetach Środkowych.

## Położenie
Szczyt znajduje się w północnej części Krzeszowskich Wzgórz. Na północnym wschodzie, poprzez Przełęcz Grzędzką graniczy z pasmem Czarnego Lasu w Górach Kamiennych, na zachodzie łączy się z Górą Świętej Anny, na południu z bezimienną kotą 582 m n.p.m.

## Budowa geologiczna
Masyw zbudowany jest z górnokredowych piaskowców glaukonitowych i mułowców. 

## Roślinność
Wierzchołek jak i większość pasma porośnięty lasem świerkowym, niżej, od wschodu i zachodu rozciągają się łąki.

## Turystyka
Na północ od szczytu biegnie szlak turystyczny
- czerwony - z Krzeszowa do Grzęd, będący fragmentem Głównego Szlaku Sudeckiego im. Mieczysława Orłowicza